# دیوار چین (رمان)
دیوار چین (به فرانسوی: Les Tribulations d'un Chinois en Chine) با نام اصلی گرفتاری‌های یک مرد چینی در چین رمانی نوشته ژول ورن نمایشنامه‌نویس و رمان‌نویس معروف فرانسوی است که نخستین بار در سال ۱۸۷۹ توسط انتشارات پیر-ژول اتزل در فرانسه منتشر شد.
این داستان یکی دیگر از رمان‌های ماجراجویانه سنتی ژول ورن و مشابه به سبک کتاب معروف تر این نویسنده، دور دنیا در هشتاد روز می‌باشد. هر چند که کتاب دیوار چین، از طنز بیشتری برخوردار است و همچنین مسائلی مانند تجارت تریاکِ بریتانیا در چین را مورد نقد و انتقاد قرار می‌دهد.

## شرح داستان
بازرگانی چینی به نام کین فو که ثروت فراوانی اندوخته و در کنار استادش روزگار می‌گذراند، در آستانه چهل سالگی بر آن است تا با زنی ازدواج کند؛ اما در همین هنگام ورشکست می‌شود و در پی آن تمام ثروتش را از دست می‌دهد. کین فو که از همه جا ناامید شده‌است تصمیم می‌گیرد ابتدا خود را بیمه و سپس خودکشی کند تا از این رهگذر، آینده همسر و استادش تأمین شود؛ ولی جرئت این کار را ندارد. به همین خاطر به دستیارش، آقای «وانگ» نامه‌ای می‌نویسد و از او می‌خواهد که در یک روز مشخص، او را بکشد. چند روز بعد آقای وانگ به‌طور مرموزی ناپدید می‌شود و کین‌فو به زودی متوجه می‌شود که خبر ورشکستگی‌اش دروغ بوده و اکنون می‌کوشد تا برای حفظ جانش، آقای وانگ را یافته و به او بگوید که از تصمیمش برای خودکشی صرف‌نظر کرده‌است…